# 어빙돈 출판사
어빙돈출판사(Abingdon Press)는 미국의 기독교출판사이다. 1789년 설립되었으며, 미국 연합감리교회출판사(The United Methodist Publishing House)의 영업출판사이다.기독교윤리, 사회문제, 결혼과 가족, 성서와 성서연구서, 영성, 헌신, 기독교인의 생활, 교회력(대림절, 성탄절, 사순절, 부활절), 명시선, 창작활동과 공예, 자서전등 다양한 주제의 서적들을 출판하고 있다.매년 발간되는 신간도서는 100-125종이다.